# ジヒドロオロト酸デヒドロゲナーゼ (NAD+)
ジヒドロオロト酸デヒドロゲナーゼ (NAD+)(dihydroorotate dehydrogenase, DHOD, DHODH)は、次の化学反応を触媒する酸化還元酵素である。オロト酸レダクターゼ (NADH)（orotate reductase (NADH)）とも。
(S)-ジヒドロオロト酸 + NAD+ {\displaystyle \rightleftharpoons } オロト酸 + NADH + H+
反応式の通り、この酵素の基質は(S)-ジヒドロオロト酸とNAD+、生成物はオロト酸とNADHとH+である。補因子として、FADとFMNを用いる。
組織名は(S)-dihydroorotate:NAD+ oxidoreductaseである。